# Donald St. Clair Gainer
Sir Donald St. Clair Gainer OBE, KCVO (* 18. Oktober 1891 in Thrapston, Northamptonshire; † 30. Juli 1966) war ein britischer Diplomat.

## Leben
Donald St. Clair Gainer studierte in England, Deutschland sowie Frankreich und trat 1915 in den auswärtigen Dienst.
Von 1915 bis 1920 war er Vizekonsul in Narvik, Kristiansand, Tromsø und Bergen.
Von 1921 bis 1923 war er Vizekonsul in Havanna.
Von 1923 bis März 1925 war er Gesandtschaftssekretär in Havanna, wo er mehrmals als Geschäftsträger fungierte.
Von März bis Juni 1925 leitete er das Generalkonsulat in Rotterdam.
Von Juni 1925 bis 1929 war er Vizekonsul München und Breslau.
Von Juni 1929 bis 1931 war er Generalkonsul in Mexiko-Stadt.
Von 1932 bis 1938 war er Generalkonsul in München Amtsbezirk Bayern.
Nach dem Anschluss Österreichs wurde er bis August 1939 Generalkonsul in Wien.
Über die Novemberpogrome 1938 berichtete er, das eine Synagoge in Linz niedergebrannt und die Salzburger Synagoge zerstört worden war.
Von September 1939 bis 1944 war er außerordentlicher Gesandter und Ministre plénipotentiaire in Caracas.
Von 1944 bis 1947 war er Botschafter in Rio de Janeiro.
Von 1947 bis 1950 war er Botschafter in Warschau.
Von 1950 bis 1951 leitete er als Staatssekretär die Abteilung Deutschland im Foreign and Commonwealth Office.